# Santuario di Dipodi
Su una piccola e verdeggiante collina, situata nel territorio di Feroleto Antico, in provincia di Catanzaro a circa 7 km da centro abitato, si erge in tutta semplicità il santuario di Dipodi.
La chiesa domina sin da sempre solitaria e incontrastata un paesaggio d'incomparabile bellezza.

## Storia

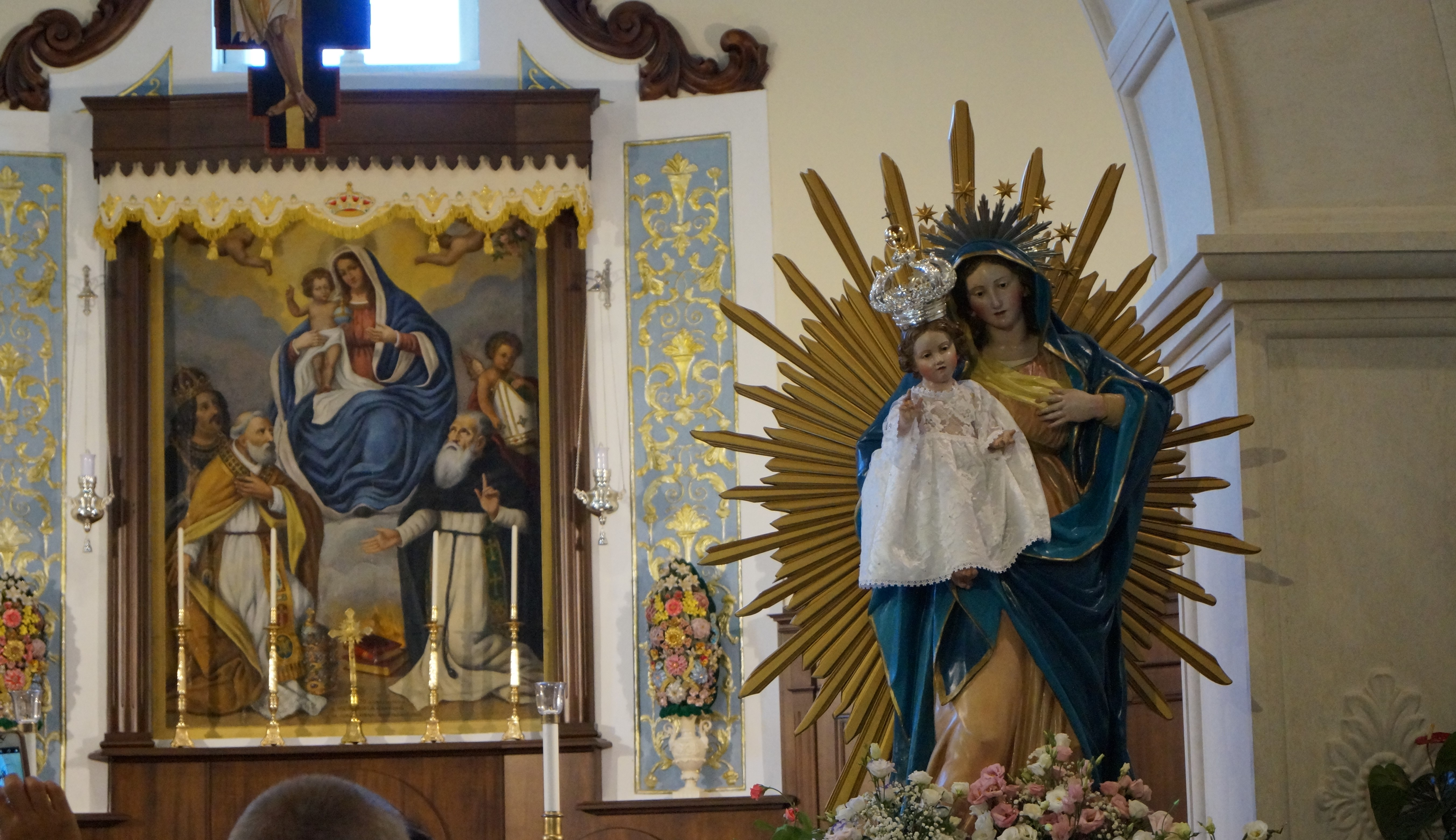
La statua di fattura napoletana della Madonna di Dipodi e il quadro nell'abside durante la festa del 15 agosto.

Non si ha certezza della fondazione di questo secolare santuario, ma attraverso alcuni documenti storici è possibile trarre delle conclusioni e tracciare un breve profilo cronologico degli avvenimenti.
Secondo una vecchia cronaca greca, la chiesa di Dipodi fu fatta costruire dall'imperatore Costantino e da papa Silvestro verso il 314 d.C., anche se l'ipotesi più accreditata è che il santuario fu costruito intorno al 1020.
Durante l'invasione dei saraceni, in questi luoghi ci furono diverse battaglie e i Cristiani edificarono la chiesa in segno di ringraziamento, dopo che Maria apparve loro proprio durante le battaglie.
Proprio grazie alle sue apparizioni, i Cristiani vinsero e scacciarono i barbari invasori da queste terre ed edificarono una chiesa in onore della Vergine.
Secondo un'altra leggenda, ad una suora del luogo apparve in sogno la Madonna, la quale la esortava ad inviare tutti i lebbrosi nei pressi di una "cona" (edicola votiva).
Scavando in quel punto i lebbrosi avrebbero trovato l'acqua miracolosa e dietro l'insistenza della suora furono eseguite le istruzioni date e con gran stupore, oltre all'acqua, furono trovati dei ruderi e in mezzo ad essi un quadro raffigurante la Madonna.
In seguito a questo ritrovamento si decise di edificare la chiesa in quel punto.
Con stupore le pietre portate in prossimità della "cona" di notte venivano spostate in altro luogo e così per tante notti.
Finché una notte i mastri costruttori si radunarono e dopo lunghi discorsi capirono che tutto ciò accadeva per volere della Madonna.
Andarono vagando e finalmente trovarono le pietre, che disegnavano il perimetro della chiesa; visto tutto ciò costruirono la chiesa nel luogo dove oggi sorge.
Le prime notizie accertate risalgono al 1830, quando il santuario era una stanzetta lunga e stretta con un altare meschino; possedeva una campana mediocre datata 1533 e l'immagine della Vergine su un quadro al centro dell'altare, dipinto da un certo Palmieri da Nicastro.
Nel 1840 fu costruito l'altare maggiore per devozione della Famiglia Torcia di Feroleto e il 5 febbraio 1854 arrivò nel golfo di Sant'Eufemia la statua della Vergine, un'immagine a tutto tondo di legno massiccio, scolpita da una ditta di Napoli per una somma di 80 ducati.
Nel 1854 furono piantati nel piazzale due platani orientali, oggi testimoni secolari della continua devozione mariana, e tra il 1850 e 1855 fu costruito un coro in legno al posto del vecchio altare.
Nel 1855 la statua di Maria SS.ma de' Puris fu portata da Dipodi a Feroleto, ed il 25 marzo dell'anno successivo, martedì di Pasqua, fu portata nuovamente a Dipodi.
Da notizie storiche si narra che durante il tragitto di ritorno l'immagine compariva più luminosa del sole.
Nel 1905, in seguito al terremoto dell'8 settembre, venne in visita al santuario di Dipodi l'arcivescovo di Reggio Calabria, il cardinale Gennaro Portanovao, il quale scrisse: "Bello era il santuario nella quiete dei campi, con ampia piazza innanzi, e lungo portico, dalla parte inferiore attaccato alla chiesa, dedicata all'Assunta ed intesa comunemente come S. Maria de Puris".
Il 9 settembre dello stesso anno, in seguito al terremoto, la Vergine venne portata in paese nel convento di Sant'Agostino senza il permesso dell'arciprete e rimase lì fino al 2 aprile 1907.
La festa del 1906 al santuario creò un malcontento tra i pellegrini che vi erano venuti, poiché il santuario era stato dotato di una statuina della Madonna.
Il 2 aprile 1907, sempre martedì di Pasqua, la Madonna fece ritorno al santuario con una solenne processione e, giunta al santuario, ci fu la messa solenne con panegirico.
Nel mese di agosto 1910 il vescovo informò l'arciprete di Feroleto che la gestione della Festa sarebbe stata affidata alla curia diocesana; l'arciprete informò il sindaco e ci furono dei disordini in paese, tanto che il sindaco tranquillizzò la popolazione, dicendo che la festa si sarebbe svolta secondo la tradizione, ma all'alba del 14 agosto al santuario si presentarono 12 preti con qualche seminarista, esibendo un permesso del vescovo a gestire la festa.
I Feroletani si radunarono al santuario, intimando ai nuovi arrivati di ritornare pacificamente a Nicastro.
Il 1930 si costruisce la nicchia in marmo bianco per volere del Vescovo del tempo e venne fatta ad opera di una ditta di Serra San Bruno.
Passarono gli anni tra le due guerre mondiali e nel 1940 le pareti laterali della chiesa risultavano essere ricoperte di ex voto. Nel 1958 il quadro della Madonna viene restaurato dal pittore Giorgio Pinna di Nicastro su incarico del gioielliere Nicola Rocca, molto devoto al Santuario. Una scritta in fondo al quadro, posta dallo stesso pittore, ricorda questo restauro. Durante il restauro il quadro era appeso sulla parete sinistra della chiesetta ed il pittore utilizzava una piccola impalcatura a terra. A restauro ultimato il quadro è posto sopra l'ingresso, visibile dall'interno uscendo e nel 2012 viene posto sull'altare per volontà del Vescovo di Nicastro. 
Si susseguono gli anni fino a quando arriva il 1977, la chiesa subisce un restauro che ne altera la bellezza interna ed esterna con la distruzione degli archi laterali e del tetto in legno.
Verrà sostituito da un pesante legno in cemento armato e da pareti semplice e lisce con l'unico richiamo lei: la Madonna.
Viene allargato il piazzale, costruita una strada per la salita delle automobili e costruita una casa per l'accoglienza dei pellegrini.
A distanza di 35 anni, nel mese di ottobre 2012, il santuario è stato nuovamente restaurato per ridarne l'antico splendore.
Viene ricostruito l'arco santo caduto con il terremoto del 1905, ricostruito il tetto in legno e gli archi laterali e ricollocato il quadro della Vergine nel suo posto d'origine: l'abside.
Attualmente il santuario ha solo l'altare maggiore, la sacrestia, due stanzette, un porticato coperto nel lato destro della chiesa e due campane.
I due capolavori sono la statua della Madonna e il quadro che rappresenta la Vergine con il bambino con ai lati due personaggi che rappresentano papa Callisto II, il re Ruggiero, e il vescovo protempore di Nicastro.
Il quadro rappresenta l'incontro avvenuto nel mese di dicembre 1121 tra questi personaggi nel santuario di Dipodi, dove il papa elargì numerose indulgenze. Nel 2016 la statua della Madonna di Dipodi è stata portata nella Cattedrale di Lamezia Terme per il mese di maggio e il vescovo ha incoronato la statua con una corona e un'aureola di dodici stelle.
Negli anni 2013 e 2014 la Madonna è stata portata in processione nelle parrocchie di Lamezia in occasione della chiusura dell'anno della Fede in ottobre e novembre.

## Etimologia
Il santuario nel corso dei secoli ha cambiato più volte nome: Maria SS. de Puris, Santa Maria visita poveri e Madonna di Dipodi:
- Maria SS. De Puris proprio perché stava ad indicare che era la Madonna per i puri di cuore in animo;
- Santa Maria Visitapoveri perché una volta la maggior parte della popolazione era costituita da poveri che, appunto visitavano santuario;
- Madonna di Dipodi per indicare appunto il luogo su cui sorge il santuario. Dipodi deriva dal greco duo podos, appunto le due colline su cui poggia il santuario.

## Tradizioni
Le tradizioni che riguardavano il culto a Maria SS. di Dipodi oggi sono ben poche. Tuttavia si sta cercando di recuperarle e riguardano il rito delle Verginelle e la tradizione dei quindici Sabati alla Madonna.
Il rito delle Verginelle avviene nella tradizionale processione del 13 agosto. Sono 7, 14, 21 bambine vestite di bianco, che vengono offerte in segno di purezza alla Madonna per grazia ricevuta o da ricevere e vanno intonando gli antichi canti tradizionali della tradizione locale: Nua jamu a visitari la Madonna, lu jornu di la Vergini Maria, chi di lu paradisu è la culonna ed è la fidi e la speranza mia. Nel secondo dopoguerra il rito delle Verginelle era una tradizione che accomunava tutti i paesi del circondario e dell'istmo catanzarese che ringraziavano la Madonna per le numerose grazie concesse.
Altra tradizione sono i quindici sabati che, iniziano con il primo sabato di maggio e finiscono con il sabato d'Agosto che precede la festività dell'Assunta.
Originariamente 9 con l'aumentare della devozione aumentarono fino a diventare 15.
Per 15 Sabati consecutivi alle ore 07:30 nel santuario viene celebrata una messa votiva alla Madonna con partecipazione di tutti i preti della diocesi e non solo.

## Memorie, feste e solennità del Santuario
- Anno 1020: edificazione della Chiesa
- 5 febbraio (1854): arrivo della Statua della Vergine da Napoli al Golfo di Sant'Eufemia fino al Santuario su un carro.
- 25 marzo (1534): Solennità dell'Annunciazione, si ricorda l'arrivo della campana della Madonna
- 2 aprile (2014): Solennità della Dedicazione dell'altare
- Lunedì dell'Angelo: Festa votiva della Madonna di Dipodi, per ricordare il rientro della statua al Santuario da Feroleto a seguito del terremoti del 1638 e del 1905
- 15 sabati della Madonna di Dipodi: dal primo sabato di maggio al sabato prima dell'Assunta
- 25 maggio (2006): Memoria dell'Incoronazione della Statua
- Novena della Madonna di Dipodi dal 6 al 14 agosto
- 13 agosto: Processione della Statua dal Santuario fino alla "Cona", bivio di Pianopoli e rientro al Santuario.
- 14-15 agosto: Vigilia e Solennità della Beata Vergine Maria di Dipodi
- 16 dicembre (1121): Memoria della Visita di Papa Callisto II.

## La festa
L'evento che si ripete ogni anno da diversi secoli, è la grandiosa festa dell'Assunta. La Festa si svolge dal 13 al 15 agosto lungo la strada provinciale e la salita che conduce al santuario. La gente profondamente legate alla Madonna di Dipodi, aspetta questo giorno per far visita alla Madonna o dedicare a lei una giornata di preghiera intonando inni e seguendo le numerose messe celebrate durante la giornata. Molti giungono scalzi al santuario per adempiere al voto fatto, altri giungono con i propri cari per ringraziare la Vergine o per renderle gloria. C'è chi viene per acquistare o vendere merce nella grande fiera che dal 13 al 15 agosto è allestita nella zona del santuario. Fino agli anni settanta circa, il 13 agosto era la fiera degli animali mentre tutta la giornata del 14 e la mattina del 15 era la fiera per ogni altro tipo di mercanzia. La festa della Madonna di Dipodi non accomunava solo il comprensorio ma l'intera regione. Gente da ogni percorreva tramite scorciatoie o percorsi secolari dei pellegrini per arrivare al santuario per incontrare il viso rasserenatrice dell'amata Madre. Ore o giorni impiegavano i pellegrini per giungere a destinazione: dalla lontana Chiaravalle Centrale, Sant'Onofrio, Pizzo Calabro, Filogaso, Amato, Cosenza, Cittanova.I pellegrini di Chiaravalle Centrale, distante 70 km impiegavano due giorni per arrivare al santuario. Nel lunghissimo pellegrinaggio dormivano a Maida, nella chiesa Mdi San Domenico e al mattino riprendevano il lungo e faticoso cammino. Di tutto ciò rimane uno sfocato ricordo di alcune anziane che continuano a mantenere di generazione in generazione questa viva devozione alla Madonna. . La domenica che precede la festa si effettua la vestizione del Bambinello, con un vestitino donato ogni anno da persone diverse e cucito a mano, come si faceva una volta.